# Randers Cimbria
Randers Cimbria er en dansk basketball klub, som er hjemmehørende i Randers. Cimbria afvikler sine hjemmebanekampe i Arena Randers

## Klubbens historie
Randers Cimbria er etableret i 1951 og fusionerede i 1973 med Randers Basketball klub. 
Randers Cimbria rykkede op i Basketball ligaen i 2000, rykkede ud i 2010 og har siden 2012 igen været at finde i Danmarks bedste Basketballrække.

## Resultater
Randers Cimbria har opnået følgende resultater:

### DM
- DM-Sølv (2 stk): 2013/2014 efter nederlag til Bakken Bears og igen i 2019/2020 efter Bakken Bears.
- DM-Bronze (3 stk): 2008/09 efter sejr over Næstved den 18/4/2009 i bronzekampen og igen mod Næstved i 2017/2018. Seneste bronze kom efter en sejr over Horsens på 100-85 i 2022/23 sæsonen.
- Semifinaledeltagelse (3 stk)  i 2012/2013 med nederlag på 3-1 i kampe til Svendborg Rabbits. Bronzekamp mod Horsens IC den 14/4/2013 tabt med 100-72 (51-50). Semifinaledeltagelse igen i 2018/2019 og 2020/2021.

### Pokalturnering
Bedste placeringer:
- Pokalfinale 2025 med guldmedalje efter sejr over Bakken Bears.

- Pokalfinale 2023 med sølvmedalje efter Bakken Bears.
- Pokalfinale, 2015 med sølvmedalje efter Horsens IC.
- Semifinaledeltagelse i 2006/2007. Samlet nederlag til Bakken Bears i 2 kampe. Efter nederlag på hjemmebane den 7/12-2006 med 88-93, blev det til sejr i den 2. semifinale på udebane den 20/12/2006 med cifrene 85-82. Et 3 pointsforsøgs i kampens døende sekunder kunne have givet Randers Cimbria adgang til pokalfinalen, men forsøget prellede af på ringen.

- Semifinaledeltagelse i 2009/2010. Samlet nederlag til Svendborg Rabbits, efter nederlag i den første kamp den 10/12/2009 på udebane med 100-62 og nederlag den 22/12/2009 med 89-57 i den anden kamp.
- Pokalfighter
- 2025: Bakary Camara.

### Årets Forsvarsspiller
- Bonell Colas (2012/13)
- Bakary Camara (2022/23)

### Årets spiller (MVP)
- Bonell Colas (2008/09)

### Årets træner (coach)
- Mark Collins (2008/09)
- Jimmy Moore (2019/20)
- Jimmy Moore (2022/23)

## Førsteholdstruppen

### Spillertruppen 2015/16-sæsonen
| ' | Danmark | Chris Nielsen                 |
| ' | Spanien | Adrian Casas Filip            |
| ' | Danmark | Rasmus Søby                   |
| ' | Danmark | Casper Stage                  |
| ' | Danmark | Jakob Wang                    |
| ' | Canada  | Troy Gottselig                |
| ' | USA     | Charlie Burgess               |
| ' | Danmark | Mike Nielsen                  |
| ' | Estland | Reno Silars                   |
| ' | Danmark | Christian Bendtsen            |
| ' | Danmark | Bonell Colas                  |
| ' | Danmark | Patrick Dahl Schmidt Nielsen  |
| ' |         | Trænere 2012/13-sæsonen       |
| ' | Danmark | Morten V. Hansen (Head coach) |
| ' | Danmark | Thomas Quaade (Ass coach)     |

Opdateret 23. April 2013.